# 妹岳なつめ
妹岳 なつめ（まいおか なつめ、1982年1月2日 - ）は、日本の元AV女優。
群馬県出身。血液型:B型。身長:154cm。スリーサイズ:B82・W57・H84。

## 略歴
2001年8月に『天然水』（TANK）でAVデビュー。
2002年に引退。
妹岳のマネージャーを務めた中山らんらん（現・中山嵐々）は妹岳のマネージャー業と並行して俳優・声優として活動していたが、妹岳の引退後はアールグルッペに移籍して芸能活動に専念している。

## 出演作品

### アダルトビデオ（オリジナル作品）
- 天然水（2001年8月25日、TANK）[2]
- ハニーレモン（2001年9月22日、TANK）[2]
- シュガーベイビー（2001年10月14日、TANK）[2]
- ピンクショック（2001年11月11日、TANK）[2]
- エレガントスキン（2001年12月15日、TANK）[2]
- 妹の秘密（2002年2月28日、サマンサ）
- SHINING SISTER（2002年3月15日、MOODYZ）
- 超能力探偵 なつめ（2002年7月26日、VIP）
- MOVIX VOL.3 妹岳なつめ+VIRGIN （2002年8月9日、デジタルバンク）

発売日不明
- PIN UP ××× 07 （バーチャルウェーブ）
- Srow'l. Fairy （トリプルクラウン）
- SUPER MODELS vol.5 「妹岳なつめ」（イタリア書店）

### オリジナルビデオ
- くノ一忍法伝 魔物の館 〜女淫兄妹抄〜 （2001年11月22日、ENGEL）…共演:宮澤寿梨、森未向 ほか[5]

## 書籍

### 写真集
- Snow White （2001年5月、英知出版） - 撮影:安達智

### デジタル写真集
- 妹遊び （2003年12月25日、LEVEL4）
- 妹いじり （2004年1月8日、LEVEL4）